# František Xaver Thuri
František Xaver Thuri (Praag, 29 april 1939 - 22 april 2019) was een Tsjechische componist, klavecinist, organist en docent hobo aan het conservatorium in Praag en dirigent van de Tsjechische Madrigalisten.

## Leven
Thuri deed zijn studies aan het Praags Conservatorium bij Adolf Kubáta hobo, bij Ladislav Vachulky en Jaroslav Vodrážky (orgel), bij Jaroslav Kofroně, Miloslav Kabeláče en František Brože compositie, orkestratie en transpositie alsook aan de Janáčkova akademie múzických umění v Brně (Janáček-Academie) in Brno bij Vítězslav Winkler hobo.
Vanaf 1963 speelde hij hobo in het orkest van de toenmalige Tsjechoslowaakse omroep. In 1965 werd hij hoboïst, klavecinist en dramaturg van het Pražském komorním orchestru (Praags kamerorkest) en vanaf 1977 is hij docent voor hobo aan het Praags conservatorium, waar hij in 1980 werd aangesteld als professor. Naast de leiding van het koor van de Tsjechische Madrigalisten behoort hij ook bij het kamerensemble Pachtova komorní harmonie aan het Collegium Xaverium. 
Hij is voornamelijk bekend als klavecinist bij verschillende uitvoeringen en opnames van barokmuziek, met name van Bach, Zelenka, Telemann en Vivaldi.

## Stijl
Thuri's expertise is gelegen in barok- en klassieke muziek. Zijn composities putten dan ook veel inspiratie uit deze periodes. Hoewel zijn muziek niet vrij is van moderne invloeden, kan hij beter als barokcomponist beschouwd worden.

## Composities

### Werken voor orkest
- 1996 Vodní hudba pro Český Krumlov
- Capriccio in F groot, voor twee hobo's, fagot, strijkers en klavecimbel 
  1. Sinfonia (Largamente - Allegro)
  2. Siciliana
  3. Gavotte française
  4. Air bohemian
  5. Passepied
- Concerto in d-klein, voor hobo, strijkers en klavecimbel 
  1. Allegro
  2. Largo
  3. Molto allegro
- Concerto in Bes-groot, voor hobo, strijkers en klavecimbel
  1. Allegro
  2. Siciliana Adagio
  3. Presto
- Concerto in F-groot, voor hobo, twee hoorns, strijkers en klavecimbel 
  1. Allegro
  2. Siciliana
  3. Molto allegro
- Fantasia Tristis
- Pinacothéca Pragensis (Z obrazárny pražské)
  1. Pieter Breughel "Klanìní tøí králù"
  2. Luca di Tomme "Snímání z køíže"
  3. Jan Kupecký "Vlastní podobizna"
  4. Maximilian Pirner "Víly u vyvìrajícího pramene vody"
- Sinfonia in D "Water Music"
  1. Allegro
  2. Adagio
  3. Allegro
- Superato gladio
- Triple concerto in D-groot, voor hobo, hobo d’amour, althobo, strijkers en klavecimbel  
  1. Allegro risoluto e pomposo
  2. Andante affectuoso
  3. Allegro

### Missen, cantates en gewijde muziek
- 1991 Alma redemptoris mater, voor sopraan, hobo, althobo, viool en fagot
- 1994 Regina coeli I. en II., voor sopraan solo, twee hobo's, twee violen, cello, contrabas en orgel
- 1999 Pastorella in F, voor sopraan, alt, tenor, bas, hobo, twee violen, altviool en klavecimbel
- 2001 Pastorella in G, voor sorpaan, alt, tenor, bas, violen, klavecimbel en orgel
- Ad Majorem Dei Gloriam, voor gemengd koor en orkest
- Ave Maria, voor alt solo, hobo en orgel
- Čas blízko jest, cantate voor 4e adventszondag, voor sopraan, alt, gemengd koor en orgel
- Concerta A due chori - Salve Regina, voor recitator, hobo, viool, cello, orgel (cembalo) en gemengd koor
- Dítě nebeské, buď nám vítáno!
- Hymnus Adventualis, voor sopraan solo, gemengd koor en orkest
- Kantáta ke sv. Janu Nepomuckému (cantate voor de Hl. Johannes Nepomuk)
- Kantáta ke sv. Ignáci aj (cantate voor de Hl. Ignac)
- Kantáta "Naučné vzbuzování k školnímu cvičení" - tekst: J.J. Ryby
- Kristus se narodil
- Křížová cesta svatohorská - tekst: Václava Renče
- Missa in F, voor solisten, gemengd koor en orkest
  1. Kyrie
  2. Gloria
  3. Credo
  4. Sanctus
  5. Benedictus
  6. Agnus Dei
- Requiem in c klein
  1. Requiem Aeternam
  2. Te decet hymnus
  3. Kyrie
  4. Dies Irae
  5. Judex ergo
  6. Rex tremendae majestatis
  7. Recordare
  8. Lacrimosa
  9. Offertorium
  10. Libera eas
  11. Hostias
  12. Sanctus
  13. Benedictus
  14. Agnus Dei
  15. Requiem Aeternam
- St.Hubert's Mis, voor hoornkwartet
- Stabat Mater

### Werken voor koor
- Sight from the Bertramka Windows, voor gemengd koor en orkest

### Kamermuziek
- Adagio, voor fagot en klavecimbel
- Parthis Pastoralis (Tsjechische kerstliederen), voor twee hobo's, twee hoorns en twee fagotten
- Poema “Elbrus”, voor hobo, klarinet en fagot
- Sonata á 3 stromenti
- Suita českých písní pro dechové nástroje (Tsjechische folksong suite), voor hobo, klarinet en fagot
- Vanocni pastorale, voor nonet

### Werken voor orgel
- Tři renesanční tance (drie Renaissance dansen)
- Concert in G-groot, voor orgel en orkest

### Werken voor harp
- 1999 Hommage à Congresses of King David’s Instrument of the 20th century, voor zeven harpen

### Filmmuziek
- Zdrženlivý vlám

## Publicaties
- Alena Schelová, Petr Schel: Český Krumlov dostal svou hudbu Českobudějovické listy, 12. 8. 1996. č. 187, s. 5
- Julius Hůlek: Gratulace F. X. Thurimu. Hudební rozhledy 58, 2005. č. 4, s. 9-10.

- Bibliothèque nationale de France: cb13943517s (data)
- Gemeinsame Normdatei: 134737482
- International Standard Name Identifier: 0000 0000 5515 3603
- Library of Congress Control Number: n85186962
- Nationale Bibliotheek van Letland: 000304634
- MusicBrainz: 7802e671-f314-4622-9161-79564d37a932
- Nationale Bibliotheek van Tsjechië: jn20000402351
- Système universitaire de documentation: 193736101
- Virtual International Authority File: 2661626
- WorldCat: E39PBJxd3hYtJQB9bpGc9QQXh3